# Pomnik Marii Konopnickiej w Gdańsku
Pomnik Marii Konopnickiej w Gdańsku – odsłonięty 12 listopada 1977 pomnik autorki między innymi „Roty” oraz „O krasnoludkach i o sierotce Marysi” znajduje się w Śródmieściu Gdańska, na skraju parku zwanego „Małym Błędnikiem”.
Autorem rzeźby jest gdańszczanin profesor Franciszek Duszeńko. Pomysł realizacji powstał w 1975 podczas zjazdu liceów ogólnokształcących imienia Marii Konopnickiej. Środki finansowe niezbędne do powstania monumentu zgromadziła Spółdzielnia Pracy Rękodzieła Artystycznego „Artes” w Oliwie oraz inne spółdzielnie zrzeszone w „Cepelii”. Odsłonięcia pomnika dokonał prezydent Gdańska profesor Jerzy Młynarczyk. 
Pomnik przedstawia stojącą postać Marii Konopnickiej trzymającą w prawej ręce książkę. Figura odlana jest w brązie i umieszczona na sześciennym postumencie z jasnoszarego granitu, na którym, w części frontalnej, znajduje się tablica z napisem: MARIA KONOPNICKA 1842 - 1910. Tablica w 2017 została zamontowana w miejsce mosiężnych liter, które były notorycznie dewastowane. Pisarka przebywała na wypoczynku w Gdańsku od kwietnia do pierwszych dni maja 1906, zamieszkując w domu Elżbiety Bütner przy Targu Węglowym 11.